# The Platters
The Platters est un groupe vocal de doo-wop et accessoirement de rock 'n' roll, d'une très grande renommée aux États-Unis et dans le monde dans les années 1950 et 1960, connu pour les slows Only You (And You Alone), The Great Pretender ; (You've Got) The Magic Touch (en); My Prayer (en) ; Smoke Gets in Your Eyes ; Twilight Time (en).
Le groupe compte quarante singles au Billboard Hot 100 entre 1955 et 1967, dont quatre numéros un. Les Platters sont l’un des premiers groupes majeurs afro-américains et ont été, pendant un certain temps, le groupe vocal le plus titré au monde.

## Biographie
Formé à Los Angeles en 1952, le groupe se fixe au départ en 1953 autour du soliste Tony Williams, du baryton Alex Hodge, du ténor David Lynch, et de la basse Herb Reed.
Ils enregistrent quatre chansons pour le label Federal avant de rencontrer le gérant Buck Ram de Chicago, qui les oriente vers un son plus éloigné du rhythm & blues. Les premiers disques qu'ils publient ne rencontrent que peu d'écho, même avec l'ajout de la chanteuse Zola Taylor. Une première version d'Only You s'avère même un lamentable échec.
À l'automne 1954, Alex Hodge, compositeur de quelques morceaux du groupe, est arrêté pour possession de marijuana et remplacé par Paul Robi. Ram réussit ensuite à leur faire signer un contrat chez Mercury Records en même temps que les Penguins dont il s'occupe également. Lors de leur première séance d'enregistrement, la chanson Only You ne fait pas l'unanimité. Elle devient pourtant un très gros tube de l'année 1955, se classant pendant sept semaines en tête des charts rythm and blues, et no 5 des classements tous publics.

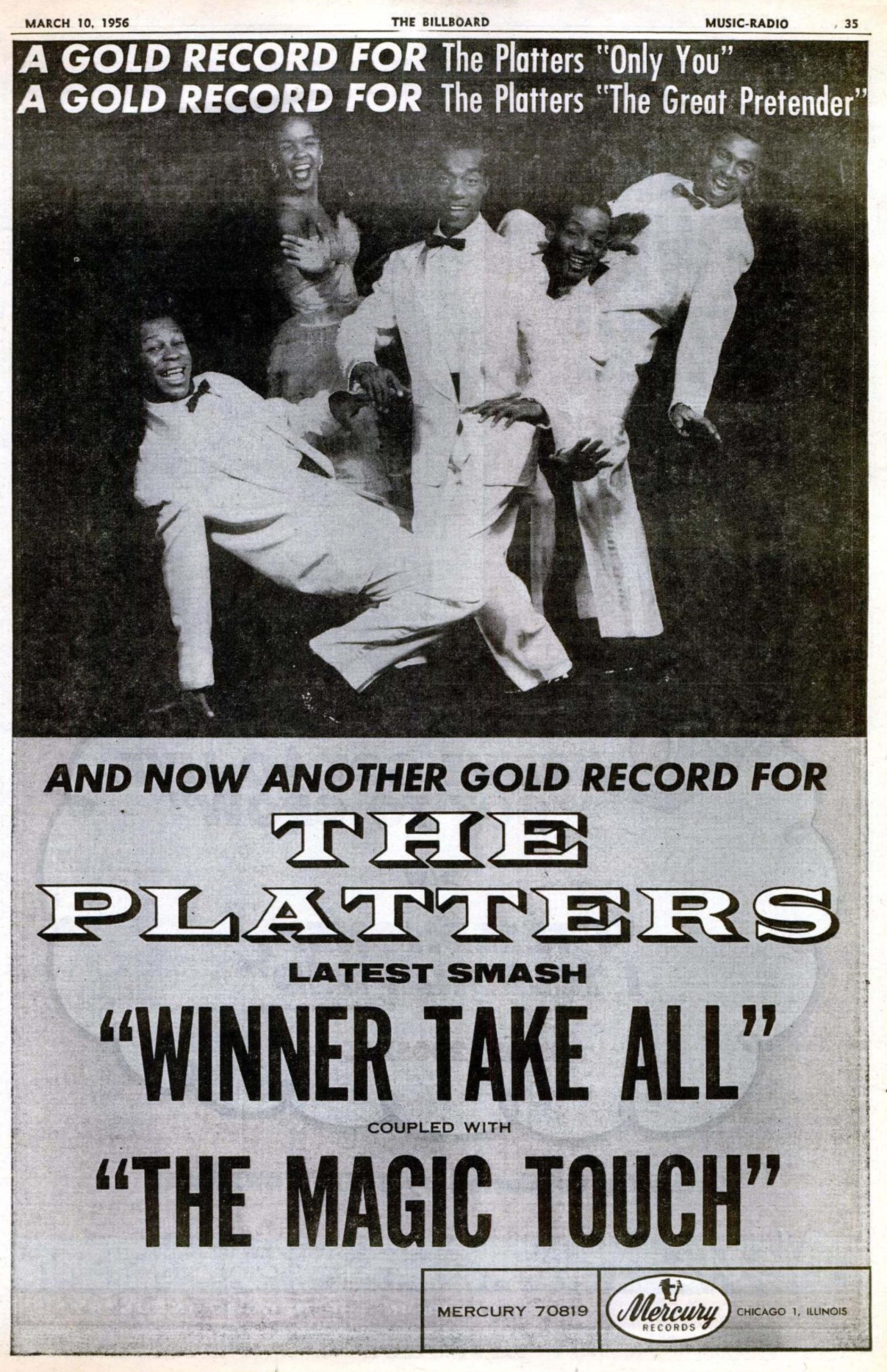
Publicité du groupe dans le magazine Billboard, 10 mars 1956.

Le disque suivant, The Great Pretender, la surpasse en atteignant la première place de ces deux classements. Les années 1956 à 1959 seront bercées par leurs succès : (You've Got) The Magic Touch, My Prayer, Twilight Time, Smoke Gets In Your Eyes (enregistrée chez Barclay à Paris) ou Harbor Lights sont aux premières places des hit-parades. Ils se produisent dans des stades dans le monde entier. Ils apparaissent fréquemment à la télévision. Parallèlement, les Platters apparaissent au cinéma dans Rock Around The Clock, La Blonde et moi, Carnival Rock, Girls Town et Nuits d'Europe (Europa di Notte).
À partir de 1960, le groupe ne rencontre plus autant de succès. Tony Williams quitte le groupe pour une carrière solo de trois albums et est remplacé par Charles « Sonny » Turner. Son départ est suivi par celui de Zola Taylor, remplacée par Barbara Randolph puis Sandra Dawn et le remplacement de Paul Robi par Nate Nelson. Le groupe signe un contrat avec Musicor et sort plusieurs morceaux qui deviennent des tubes dont I Love You 1 000 Times (1966), Sweet, Sweet Lovin (1967), et With This Ring (1967).
Dans les années 1970, les membres divisés tournent chacun avec leur version du groupe. Buck Ram réenregistre leurs anciens succès en 1993 avec une nouvelle formation. Tony Williams, Paul Robi et Buck Ram s'affrontent en justice pour les droits d'auteurs.
Le groupe obtient en 1962 l'Award des meilleures ventes pour l'album Encore Of Golden Hits, et intègrent le Rock and Roll Hall of Fame en 1990. Tony Williams meurt le 14 août 1992 à l'âge de 64 ans 
Les chansons Only You et The Great Pretender sont aujourd'hui devenues des classiques, qui continuent d’être diffusées régulièrement à la radio, et qui ont fait l'objet de nombreuses reprises, dont une par Elvis Presley (Only You) et une par Freddie Mercury (The Great Pretender).

## Membres du groupe
| - Tony Williams (1928-1992), ténor soliste (leader) - David Lynch (1929-1981), ténor - Herb Reed (1928-2012), basse - Paul Robi (1931-1989), baryton - Zola Taylor (1934-2007), contralto - Joe Jefferson - Ella Woods | - Alex Hodge, baryton (1935-1982) - Gaynel Hodge - Charles "Sonny" Turner (remplace Tony Williams à la fin 1959) - Helen Williams - Sandra Dawn - Nate Nelson - Maurey Richards |

## Historique des formations
| Période     | Lineup | Événements                                            |
| ----------- | --- | ----------------------------------------------------- |
| (1952-1953) | - Alex Hodge - Gaynel Hodge - Cornel Gunter - Joe Jefferson - David Lynch                                                                                              | Formation du groupe                                   |
| (1953-1954) | - Alex Hodge - Herb Reed - Tony Williams (en) - David Lynch | Stabilisation du groupe                               |
| (1954)      | - Alex Hodge - Herb Reed - Tony Williams - David Lynch - Zola Taylor                                                                                                   | Alex Hodge remplacé par Paul Robi                     |
| (1954-1960) | - Paul Robi - Herb Reed - Tony Williams - David Lynch - Zola Taylor | Apogée du groupe                                      |
| (1960-1964) | - Paul Robi - Herb Reed - Sonny Turner - David Lynch - Zola Taylor | Début de déclin du groupe                             |
| (1964-1965) | - Herb Reed - Paul Robi - Sonny Turner - David Lynch - Betty Jackson - Linda Hayes - Barbara Randolph                                                                  |                                                       |
| (1965-1967) | - Herb Reed - Sonny Turner - David Lynch - Nate Nelson - Paul Wilson - Sandra Dawn                                                                                     |                                                       |
| (1968-1969) | - Herb Reed - Sonny Turner - Tony High - Nate Nelson - Milton Bullock - Sandra Dawn                                                                                    |                                                       |
| (1969-1970) | - Herb Reed - Sonny Turner - John Rodgers - Ron Austin - Patricia Taylor - Milton Bullock - Sandra Dawn                                                                |                                                       |
| (1970-1971) | - Herb Reed - Sonny Turner - John Rodgers - Ron Austin - Bruce Caesar - John Barnes - Sandra Dawn - Duck Richardson - Ylona Austin - Elizabeth Davis - Sharon Robinson | Les anciens membres ont chacun leur version du groupe |

## Discographie

### Principauxsingles
| Titre                                                           | date d'enregistrement | date de sortie | meilleure place dans les charts pop US |
| --------------------------------------------------------------- | --------------------- | -------------- | -------------------------------------- |
| Only You (And You Alone) / Bark, Battle And Ball                | 26 avril 1955         | 6 mai 1955     | 5                                      |
| The Great Pretender / I'm Just A Dancing Partner                | septembre 1955        | novembre 1955  | 1                                      |
| (You've Got) The Magic Touch / Winner Take All                  | février 1956          | février 1956   | 4                                      |
| My Prayer / Heaven On Hearth                                    | avril 1956            | juin 1956      | 1                                      |
| I'm Sorry / He's Mine                                           | avril 1956 olympia    | janvier 1957   | 11                                     |
| Twilight Time / out of my mind                                  | janvier 1958          | avril 1958     | 1                                      |
| Smoke Gets In Your Eyes / no matter what you are                | 24 septembre 1958     | octobre 1958   | 1                                      |
| Where / Wish It Were Me                                         | 29 décembre 1958      | août 1959      | 44                                     |
| Remember When / love of a lifetime                              | janvier 1959          | mai 1959       | 41                                     |
| Harbour Lights / sleepy lagoon                                  | 11 août 1959          | décembre 1959  | 8                                      |
| If I Didn't Care / true lover                                   | 24 septembre 1958     | novembre 1960  | 30                                     |
| trees (sur un poème de Joyce Kilmer (1886-1918) / immortal love |                       |                |                                        |
| Red Sails In The Sunset / sad river                             | 13 août 1959          | 3 juillet 1960 | 36                                     |

### Albums chez Mercury
- 1956 : The Platters
- 1957 : The Flying Platters, EP
- 1958 : Twilight Time, EP
- 1958 : Again in Paris
- 1958 : The Flying Platters Around The World
- 1959 : Remember When
- 1960 : Reflection
- 1960 : Life is Just a Bowl of Cherries
- 1961 : Encore Of Broadway Golden Hits
- 1963 : Moonlight Memories
- 1964 : Encore Of Golden Hits Of The Groups
- 1964 : Tenth Anniversary Album
- 1965 : The New Soul of the Platters